# Nedeljko Čabrinović
Nedeljko Čabrinović (em sérvio:  Недељко Чабриновић; Sarajevo, 2 de fevereiro de 1895 – Terezín, 20 de janeiro de 1916) era um membro sérvio bósnio do movimento pró-iugoslavo Jovem Bósnia e um dos sete jovens de uma sociedade secreta conhecida como a Mão Negra que conspirou para assassinar o arquiduque Franz Ferdinand da Áustria durante sua visita de junho a 1914 em Sarajevo.
Todos os sete homens foram presos; durante o julgamento, Čabrinović e outros membros declararam que o assassinato refletia suas crenças anarquistas. Em resposta, a Áustria-Hungria emitiu uma iniciativa para a Sérvia conhecida como o Ultimato de Julho, que levou ao início da Primeira Guerra Mundial.